# Christian Frederik Frands Elias Tuxen
Christian Frederik Frands Elias Tuxen (14. februar 1837 i København – 23. februar 1903 på Frederiksberg) var en dansk officer og krigsminister, halvbroder til kemikeren August Tuxen.
Tuxens fader, Christian Friderich August Tuxen (12. oktober 1797 – 27. november 1850), var major i infanteriet. Moderen hed Frederikke Elisabeth f. Sommer (1803-1847). Tuxen blev landkadet 1853, sekondløjtnant 2 år senere med aldersorden fra 1854 og ansattes ved 10. bataljon, indtil han i 1857 kom ind på Den kongelige militære Højskole, hvis generalstabsafdeling han gennemgik 1861-63. Ved Hærens mobilisering sidstnævnte år blev han adjudant ved 2. infanteribrigade og deltog som sådan i kampen ved Mysunde og i Dybbølstillingens forsvar, særlig i kampene 17. marts og 18. april, samt i forsvaret af Als. Efter krigen gjorde han endnu nogen tid tjeneste som brigadeadjudant og ved 15. bataljon, men blev ved gennemførelsen af Hærloven af 1867 premierløjtnant og ansat i generalstaben, hvorfra han 1873 afgik til 1. bataljon. Udnævnt til kaptajn i 1875 blev han kompagnichef ved 18. bataljon og vendte i 1878 tilbage til generalstaben, hvor han navnlig gjorde tjeneste ved den taktiske afdeling, indtil han i 1882 blev ansat i Krigsministeriet.
Allerede i 1880 var han blevet lærer i krigskunst m.m. ved Officersskolens næstældste klasse og udgav under sin virksomhed som sådan indtil 1887 forskellige lærebøger (Krigskunstens Udvikling, 1880, Danmarks Militærgeografi, 1882, Strategiens Grundsætninger og de forenede Vaabenarters Taktik, 1884, Enkelte Vaabenarters Taktik, 1885) samt Krigen 1848-50 (1888) og Krigen 1864 (1891). Også i Militært Tidsskrift skrev han en mængde artikler, navnlig angående fodfolkets taktik og dets anvendelse i fæstningskrigen samt om organisationsspørgsmål, medens han til bladet Vort Forsvar oftere ydede forskellige bidrag. Han viste sig herved at være i besiddelse af en ikke ringe stilistisk evne, hvilket bevirkede, at krigsminister J.J. Bahnson oftere overdrog ham at belyse forskellige militære spørgsmål i dagspressen eller andetsteds, også efter at han i 1886 var udnævnt til oberstløjtnant og chef for 2. bataljon. Desuden var han medlem af Kommissionen til at udsøge et befæstet punkt i Jylland (1880) og af Befæstningskommissionen af 1883.
I 1889 blev Tuxen chef for generalstabens taktiske afdeling, og det overdroges ham kort efter at udarbejde den af generalstaben udgivne fremstilling af Den dansk-tyske Krig 1864, hvilket
betydelige arbejde i 3 dele udkom 1890-92 og i 1893 indbragte forfatteren Fortjenstmedaljen i guld. Desuden var han medlem af flere kommissioner og foretog i vinteren 1893-94 en tjenesterejse til udlandet; medens han allerede i 1876 og 1883 havde overværet troppesamlinger i Frankrig og i Sverige. Ved vore egne troppesamlinger i 1891 og 1895 fungerede han desuden som stabschef og avancerede sidstnævnte år til oberst. 1897 blev Tuxen stabschef ved 1. generalkommando, men allerede 23. maj samme år udnævntes han til krigsminister i ministeriet Hørring.
I dette havde han en vanskelig stilling, navnlig efter at regeringen i sommeren 1898 havde anset det for nødvendigt uden forud indhentet samtykke af Rigsdagen at anvende ca. ½ mio. kr. til forstærkning af Københavns Søbefæstning. Den modstand, som regeringen, og ikke mindst krigsministeren, derefter mødte i Folketinget, gav sig følelig til kende ved behandlingen af enhver sag af militær betydning og satte særlig sit spor i det militære budget, der blev betydelig reduceret. Dette påvirkede ganske naturlig stemningen i Hæren, og efter et par års virksomhed
trak Tuxen sig derfor tilbage (2. august 1899). Han stod derefter en kort tid uden for nummer, men udnævntes i oktober samme år til chef for 8. regiment, hvornæst han 1900 blev generalmajor og chef for 1. sjællandske brigade. 1896 var han blevet Kommandør af Dannebrog af 2. grad og 1898 af 1. grad. Han døde 23. februar 1903.
Tuxen blev 16. december 1863 gift med Johanne Maria Clementine Lassen (3. august 1842 i Ringsted – 24. oktober 1911 på Frederiksberg), datter af købmand, formand for borgerrepræsentationen i Ringsted Jens Holger Ferdinand Lassen (1809-1877) og Elise Birgithe Sophie Ultima Henriksen (1819-18x2).
Han er begravet på Solbjerg Parkkirkegård.